# Josep Rosas Vilaseca
Ramon Rosas Vilaseca (Suria, 10 de septiembre de 1891-Santiago de Chile, 14 de junio de 1968) fue un político y sindicalista catalán, hermano menor del también sindicalista Ramon Rosas Vilaseca.

## Biografía
Josep fue militante de la rama local de sindicato Confederación Nacional del Trabajo, de la que pronto se convirtió en un destacado dirigente. Participó activamente en la huelga general de 1917, en la proclamación de la República y en la proclamación del Estado Catalán de 1934. Fruto de todo esto, en varias ocasiones fue víctima de la represión. Durante la Segunda República, fue director del semanario Vertical, consejero de Abastecimientos y presidente delegado de la Comisión de Industrias de Guerra municipal. 
Poco antes de terminar la guerra civil española, se exilió a Francia y pasó por los campos de concentración de Argelés y Bram. A finales de 1939, se exilió con su familia en Santiago de Chile, donde murió en 1968 sin haber podido satisfacer su sueño de volver. En los últimos años de su vida en el exilio, Rosas escribió unas extensas memorias intituladas El ciudadano desconocido, del Llobregat al Mapocho, en el que reflexiona sobre sus vivencias y su trayectoria sindical y política. 